# Aberdeen FC
Aberdeen FC este un club de fotbal din Aberdeen, Scoția fondat în anul 1903 care evoluează în Scottish Premiership.
Clubul a avut perioada de glorie la începutul anilor 1980, când Alex Ferguson a condus clubul la o triplă istorică a Cupei Cupelor, Supercupa UEFA și Cupa Scoției în 1983, apoi dubla campionat-cupă în anul următor. Ca atare, Aberdeen este atât ultimul club scoțian care a câștigat un titlu de ligă în afară de Old Firm (duo-ul format din Celtic și Ranger ), cât și ultimul care a câștigat o cupă europeană. Aberdeen deține și recordul de trofee europene câștigate de un club scoțian, fiind singura echipă scoțiană cu două trofee cucerite.

## Onoruri

### Intern
- Scottish Premiership
  - Campioană (4): 1954-55, 1979-80, 1983-84, 1984-85

- Cupa Scoției
  - Câștigători (7): 1947, 1970, 1982, 1983, 1984, 1986, 1990

- Cupa Ligii Scoțiene
  - Câștigători (6): 1956, 1977, 1986, 1990, 1996, 2014

### European
- Cupa Cupelor UEFA

Câștigători: 1983
- Supercupa Europei

Câștigători: 1983
1. ↑   https://www.transfermarkt.com/aberdeen-fc/mitarbeiterhistorie/verein/370 Lipsește sau este vid: |title= (ajutor)